# أحمد الحجار
أحمد الحجار (ولد 1967 م) سياسي وضابط لبناني، يشغل منصب وزير الداخلية والبلديات في حكومة نوَّاف سلام.

## ولادته وتحصيله
وُلد أحمد الحجَّار في شحيم بلبنان، في 22 سبتمبر 1967. حصل على تعليمه الابتدائي والثانوي في لبنان، ثم أكمل دراسته الجامعية في مجال العلوم السياسية، حيث تميز بتفوقه الأكاديمي واهتمامه العميق بقضايا الأمن والسياسة. تخرَّج في معهد قوى الأمن الداخلي، وبدأ مسيرته المهنية ضابطًا في الأجهزة الأمنية، وتدرَّج في المناصب حتى أصبح عميدًا في صفوفها.

نال إجازةً في العلوم العسكرية من الكلية الحربية بلبنان عام 1986، ثم إجازةً في تقنية المعلومات "محلل ومبرمج" من الدرجة الأولى INFO/1، من باريس عام 1989. وشهادةَ (ماجستير) في "القانون وسياسة الأمن" من كلية الحقوق في جامعة جان مولان - ليون 3، بفرنسا عام 1996. ثم حصل على شهادة الدراسات العليا في "العدالة الجنائية وإدارة الشرطة" من جامعة ليستر بالمملكة المتحدة عام 2003.

## عمله ووظائفه
شغل أحمد الحجار عدة مناصب في قوى الأمن الداخلي اللبنانية منذ عام 1986 حيث بدأ خدمته في سرية الطوارئ في وحدة شرطة بيروت  ثم انتقل إلى قسم تكنولوجيا المعلومات في المفرزة الإلكترونية عام 1988، وتولى لاحقًا في 1990 مهامًا تدريبية في معهد قوى الأمن الداخلي.بعد ذلك تولّى مناصب إدارية وأمنية منها رئيس فرع الإدارة في قيادة الدرك الإقليمي أيضاً في عام 1990 ورئيس المكتب الاستعلامي في فرع المعلومات في 1996 وآمر مفرزة الاستقصاء في سرية حرس رئاسة الحكومة في 1998.
ومع مطلع الألفية، عُيّن رئيسًا لفرع الخدمات والعمليات في قيادة الشرطة القضائية، ثم مساعدًا لآمر مفرزة بيروت القضائيةورئيسًا لمكتب الاستلام في وحدة الإدارة المركزية في 2004. وفي 2005، تدرّج ليصبح مساعدًا لرئيس شعبة التخطيط والتنظيم وقائدًا لسرية حرس رئاسة الحكومة.وقد تسلم قيادة سرية حرس رئاسة الحكومة في مناسبتين عام 2005 و2011. وشغل منصب رئيس فرع معلومات بيروت عام 2009، ورئيس شعبة الشؤون الإدارية في المديرية العامة لقوى الأمن الداخلي عام 2010.
```
بين عامي 2014 و2022، عمل كقائد في معهد قوى الأمن الداخلي وعضو في مجلس القيادة وفريق التنسيق مع فريق دعم الشرطة البريطاني BPST، والمشاريع الأوروبية الداعمة لقوى الأمن. وترأس لجنة مشروع إصلاح وتطوير الشرطة البلدية في 
وزارة الداخلية والبلديات
 وتولّى رئاسة فريق التخطيط الاستراتيجي بين عامي 2015 و2022. وفي عام 2025، أصدر قرارًا بإزالة صور الشهداء من الطرقات في منطقتي دورس وبعلبك. 
[
2
]
```